# Petter Bragée
Björn Petter Bragée, född 10 september 1968 i Östersund, Jämtland, är en svensk TV-regissör, TV-producent och manusförfattare.
Han är son till läkaren Björn Bragée, känd från Arga doktorn.

## Biografi
1983 flyttade Petter Bragées familj till från Östersund till Mora. Bragée gick i gymnasiet på S:t Mikaelskolan och 1986 sände Petter Bragée närradio på ungdomsgården Zornska. Efter att ha gjort lumpen jobbade Bragée i två år som fritidsledare på Zornska med fokus på radioverksamheten och ansvarade för Mora Sommarradio.
1990 flyttade Bragéer till Kalmar för att studera medieteknik. Efter utbildningen frilansade Bragée fram tills 1994 då han tog anställning på Växjö-TV där han medverkade i diverse barnprogram såsom Nöjesrevyn som han ledde tillsammans med bland annat Sonja Björk. 1996 uttryckte Bragée att han inte trivdes att arbeta som programledare och hellre ville producera program istället. 1997 producerade Bragée Varan-TV med Varanteatern från Lund.
Efter att ha varit inblandad i produktionen av tidigare sommarlovsprogram regisserade och skrev Bragée programmen Vintergatan 5a (2000) och Vintergatan 5b (2001). Under 2002 utvecklade, regisserade och skrev Bragée Tillbaka till Vintergatan, en TV-serie som bygger på sommarlovsprogrammen från 2000 och 2001 med nyinspelade scener.
2005 mottog Bragée Ollénpriset bland annat för att han "under mer än ett decennium bidragit till Sveriges Televisions förnyelse". 2006 var Bragée producent för TV-serien Hej rymden!. Mellan 2005 och 2012 var Bragée anställd på SVT Malmö som projektledare, där han arbetade på bland annat En andra chans, Ponnyakuten och Landgång.
2010 skrev och regisserade Bragée TV-serien Vid Vintergatans slut, en uppföljare till Tillbaka till Vintergatan. 2012 regisserade och skrev Bragée TV-serien Pax jordiska äventyr, en spin-off på Vid Vintergatans slut.
Bragée blev 2012 programchef på avdelningen för underhållning och humor för barn och vuxna på SVT Malmö. Bragée har varit programchef och ansvarig utgivare för Musikhjälpen, Eagles och Stjärnorna på slottet och var även jurymedlem för Region Skånes kortfilmspris 2015.

## Privatliv
Bragée har sonen Malte Bragée tillsammans med sminkösen Cecilia Björck.

## Filmografi
- 1997 – Varan-TV
- 2000 – Vintergatan 5a (TV-serie)
- 2001 – Vintergatan 5b (TV-serie)
- 2003 – Tillbaka till Vintergatan (TV-serie)
- 2004 – Anders och Måns
- 2006 – Hej rymden! (TV-serie)
- 2009 – Ponnyakuten
- 2010 – Vid Vintergatans slut (TV-serie)
- 2010 – Landgång (TV-program)[12]
- 2012 – Pax jordiska äventyr (TV-serie)
- 2012 – Mysteriet på Greveholm – Grevens återkomst (TV-serie)
- 2012 – Stjärnorna på slottet
- 2015 – Musikhjälpen
- 2019 – Sommarlov (TV-program)

## Utmärkelser
- Ollénpriset - 2005[13][14]